# Teucholabis (Teucholabis) sanguinea
Teucholabis (Teucholabis) sanguinea is een tweevleugelige uit de familie steltmuggen (Limoniidae). De soort komt voor in het Neotropisch gebied.